# Viviane Forest
Viviane Forest (Greenfield Park, 14 maggio 1979) è una sciatrice alpina e giocatrice di goalball canadese non vedente, vincitrice di sette medaglie paralimpiche, di cui due ori in goalball con la nazionale femminile canadese e cinque in sci alpino.

## Biografia
È nata e cresciuta in Quebec e attualmente risiede a Edmonton, Alberta.

## Carriera sportiva
Forest ha giocato nelle squadre di goalball canadesi vincitrici della medaglia d'oro ai Giochi paralimpici estivi di Sydney 2000 e Atene 2004.
Alle Paralimpiadi invernali 2010 a Vancouver, ha vinto tre argenti nella categoria non vedenti (di cui uno nello slalom con un tempo di 2:01.45, 0.89 secondi dietro la vincitrice, l'austriaca Sabine Gasteiger), un bronzo nello slalom gigante e l'oro in discesa libera per persone con disabilità visive sulla pista di Whistler Creekside. Questo l'ha resa la prima para-atleta a vincere un oro sia ai Giochi invernali che a quelli estivi.
La sua guida vedente nello sci è Lindsay Debou. Entrambe vengono sponsorizzate da The Weather Network e Fischer.

## Premi e riconoscimenti
- Atleta debutante dell'anno, da parte del Comitato paralimpico canadese (2010)
- TELUS Award come Atleta rivoluzionaria dell'anno, da parte di Alpine Canada (2010)
- Medaglia d'Onore, Assemblea nazionale del Québec (2004)[7]

## Palmarès

### Goalball

#### Paralimpiadi
- 2 medaglie:
  - 2 ori (oro a Sydney 2000; oro a Atene 2004)

### Sci alpino

#### Paralimpiadi
- 5 medaglie:
  - 1 oro (discesa libera a Vancouver 2010)
  - 3 argenti (slalom speciale, supergigante e supercombinata a Vancouver 2010)
  - 1 bronzo (slalom gigante a Vancouver 2010)

### Mondiali
- 2 medaglie:
  - 1 argento (slalom gigante a La Molina 2013)
  - 1 bronzo (slalom speciale a La Molina 2013)